# Dương cầm (nhạc cụ Trung Quốc)

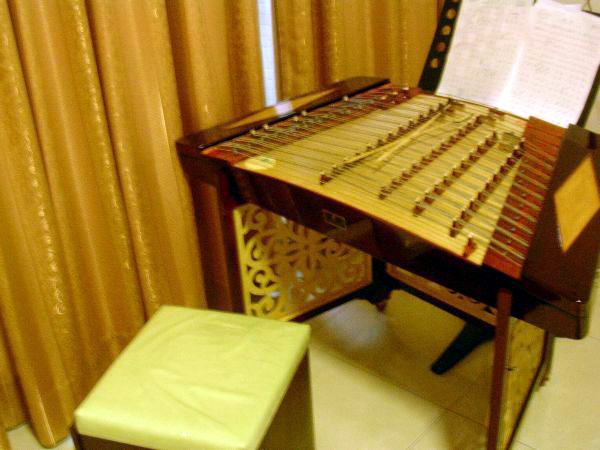
Một chiếc Dương cầm -
tam thập lục Trung Quốc

Dương cầm (giản thể: 扬琴; phồn thể: 揚琴; bính âm: yángqín)  hay còn gọi là Đàn tam thập lục là nhạc khí dây, chi gõ của nhạc cụ phương Tây du nhập tới các nước Châu Á. Dương cầm xuất xứ từ Đế quốc Ba Tư có tên là santur chế tác vào khoảng thế kỷ thứ XII du nhập đến Trung Quốc vào thời Minh khoảng thế kỷ XVIII, đến nay đã hơn 400 năm.
Cùng dòng với piano. Tuy nhiên chiếc piano đầu tiên ra đời năm 1709 bởi người thợ chế tạo harpsichord người Ý Bartolomeo Cristofori. Vậy nên không thể nhầm lẫn giữa Dương cầm Trung Quốc (Đàn tam thập lục) với piano của phương Tây. Đàn Tam thập lục du nhập vào Việt Nam khoảng thập niên 60 qua người Hoa ở Chợ Lớn, Sài Gòn.

## Tên gọi khác
Đàn khá phổ biến ở các quốc gia Trung Á và phương Tây thời Trung cổ cho đến nay và có nhiều những tên gọi khác nhau:
Ba Tư, Syria & Ả Rập: Santũr, Santari, Santuri, Santir, Suntur, Santouri, Sandouri, Santoor
Trung Quốc: Yangqin (giản thể:扬琴/phồn thể:揚琴 hoặc 洋琴; bính âm: yáng qín), dịch nghĩa chữ Hán là dương cầm.
Mông Cổ: Yoochir
Triều Tiên: Yanggum (양금)
Thái Lan: Khim (ขิม)
Campuchia: Khum (ឃឹម)
Ấn Độ: Santoor (সন্তুর)
Anh, Hoa Kỳ: Hammered Dulcimer
Các quốc gia phương Tây: Cimbalom, Cimbál, Cymbalom, Cymbalum, Tambal, Tsymbaly v.v...